# Galva, Kansas
Galva là một thành phố thuộc quận McPherson, tiểu bang Kansas, Hoa Kỳ. Năm 2010, dân số của xã này là 870 người.

## Dân số
Dân số các năm:
- Năm 2000: 701 người
- Năm 2010: 870 người